# Nannizzia cookiella
Nannizzia cookiella är en svampart som beskrevs av Clercq 1983. Nannizzia cookiella ingår i släktet Nannizzia och familjen Arthrodermataceae.   Inga underarter finns listade i Catalogue of Life.